# Krauchenwies

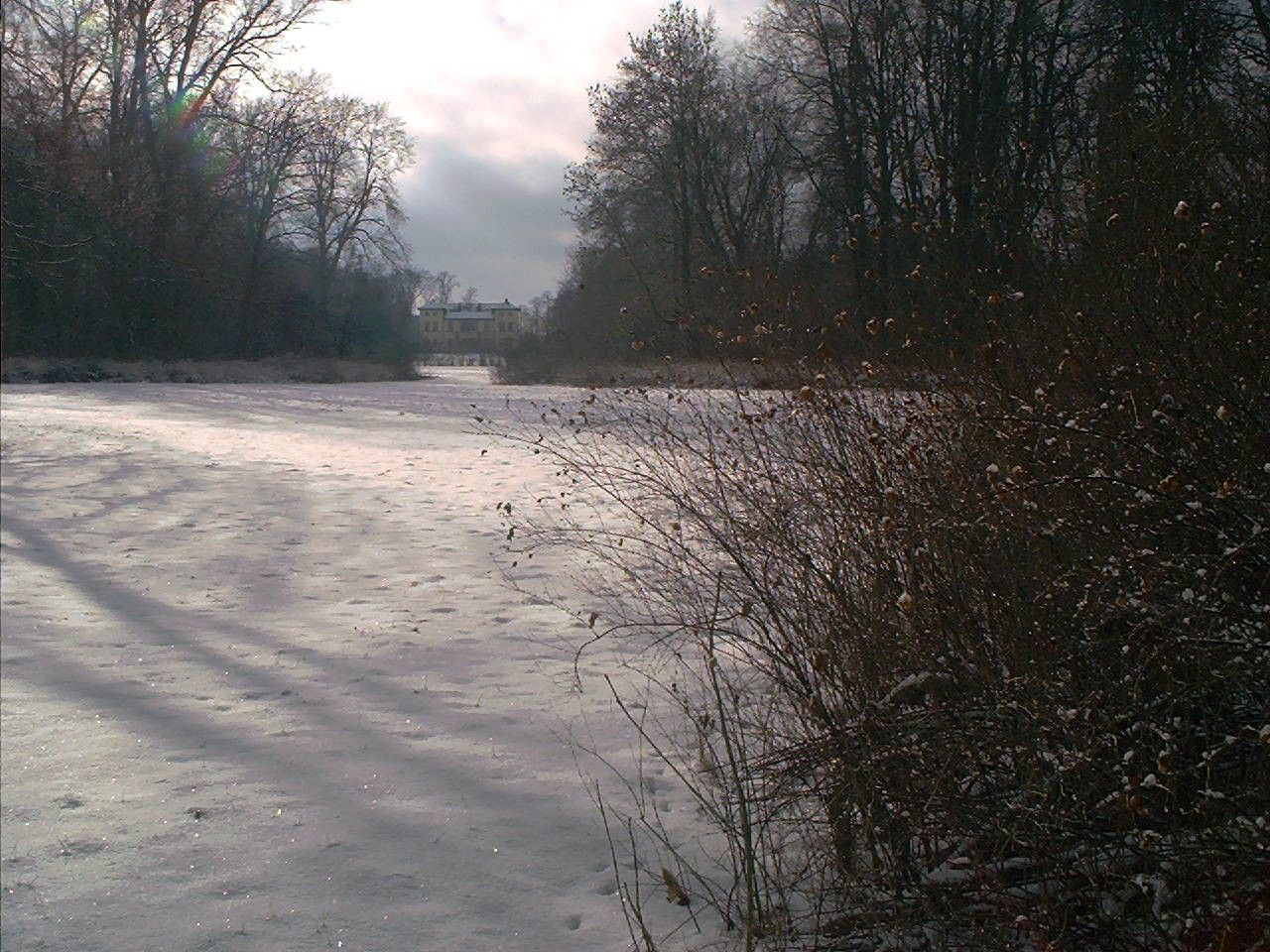
Le Château d'été en hiver au Parc princier à Krauchenwies

Krauchenwies est une commune allemande du Bade-Wurtemberg, 10 km au sud de Sigmaringen.

## Géographie

### L'organisation urbaine
| Armoiries | Quartier             | Habitants (oct. 2004) | Superficie |
| --------- | -------------------- | --------------------- | ---------- |
| Wappen    | Krauchenwies         | 2.315                 | 1.152 ha   |
| Wappen    | Ablach               | 647                   | 537 ha     |
| Wappen    | Bittelschieß         | 350                   | 447 ha     |
| Wappen    | Ettisweiler          | 61                    | 182 ha     |
| Wappen    | Göggingen            | 929                   | 1138 ha    |
| Wappen    | Hausen am Andelsbach | 802                   | 731 ha     |

## Culture et monument

### Monument et patrimoine

#### Krauchenwies
- Le château d'été
- Le parc princier

#### Bittelschieß
- Le Burgstall Bittelschieß
- La Hünaburg

## Jumelage
- Isztimér (Hongrie) depuis 1997

## Personnalités
- Johann Baptist Wehrle (1791-1857), maître de maçon et architecte urbain à Constance. 1831/1832 construction du Château Bodmann à Bodman.
- Charles-Antoine de Hohenzollern-Sigmaringen (1811-1885), né à Krauchenwies, président du Conseil prussien de 1858 à 1862
- Léopold de Hohenzollern-Sigmaringen (1835-1905) né à Krauchenwies. Il a renoncé à la couronne espagnole, qui lui était offerte. Malgré tout, en particulier par l'exigence du gouvernement français qu'Allemagne doit renoncer toujours à une candidature de la couronne en Espagne, la guerre 1870/71 franco-allemande est venu.
- Stéphanie de Hohenzollern-Sigmaringen (1837-1859), née à Krauchenwies, Princesse de Hohenzollern-Sigmaringen et reine de Portugal.
- Lorenz Vogel (1846-1902), né à Göggingen, peintre.
- Karl Schoy (1877-1925), né à Bittelschieß, un chercheur de source connu sur le secteur de l'astronomie et des mathématiques arabes[1]
- Lorenz Menz (1935 - ), né à Hausen am Andelsbach, juriste et politicien de la CDU

## Littérature
- Monika Cramer: Der Fürstliche Park zu Krauchenwies. Magisterarbeit. Kunsthistorisches Institut der Eberhard-Karls-Universität, Tübingen 1996
- Otto Frick (Red.): Krauchenwies - Ein Bilderbuch aus der Vergangenheit. Geiger, Horb 1992,  (ISBN 3-89264-740-2)
- Anton Gmeiner: Krauchenwieser Liederbuch 2002
- Gustav Kempf: Das Gögginger Dorfbuch. Gemeinde Göggingen, [Krauchenwies-]Göggingen 1971
- Edwin Ernst Weber: Sophie Scholl und das weibliche Reichsarbeitsdienstlager Krauchenwies. In: Zeitschrift für hohenzollerische Geschichte. 34 = 120. Jg. 1998, S. 207–224
- Erwin Zillenbiller, Bernhard Fuchs: 800 Jahre Ablach. 1202–2002. Gemeinde Krauchenwies, 2002